# Andrej Silnov
Andrej Aleksandrovitj Silnov (ryska: Андрей Александрович Сильнов), född 9 september 1984 i Sjachty i Rostov oblast, Ryska SSR, Sovjetunionen, är en rysk höjdhoppare som tog guld vid OS 2008 i Peking på resultatet 2,36. Silnov var mycket nära det ryska rekordet 2,42 i första och tredje försöket. 
Silnov vann EM 2006 i Göteborg på mästerskapsrekordet 2,36. Hans personbästa är 2,38 m, satt vid ett GP i London den 25 juli 2008. 
Silnov är 198 cm lång och väger 83 kg.

## Personliga rekord
- Höjdhopp utomhus - 2,38 meter (25 juli 2008 i London)
- Höjdhopp inomhus - 2,37 meter (2 februari 2008 i Arnstadt)